# Kang Senghui
Kang Senghui (data urodzenia nieznana; zm. 280); chiń. upr. 康僧会; chiń. trad. 康僧會; pinyin Kāng Sēnghui; wiet. Khương Tăng Hội; kor. Kang Sŭnghoe (강승회); jap. Kōsōkai – buddysta wietnamski i chiński, jedna z ważnych postaci wczesnego okresu rozwoju buddyzmu w Chinach, prekursor szkół thiền i chan.

## Życiorys

### Początkowe lata – Wietnam
Jego ojciec był kupcem i pochodził z Sogdiany, osiedlił się w Chinach w Giao Chỉ (交趾, pinyin Jiaozhou) (dzisiejszy północny region Wietnamu) i Tăng Hội (skt Sandhapala; chiń. Senghui) był już wychowywany w tym kraju. Matka była Wietnamką. Nie wiadomo dokładnie, kiedy się urodził, jednak przypuszcza się, że nastąpiło to w pierwszej dekadzie III wieku.
Gdy miał dziesięć lat jego rodzice zmarli. Stojąc przy łożu śmierci swoich rodziców obiecał im zostać mnichem buddyjskim i poświęcić życie szerzeniu buddyzmu.
Jego duchowym mistrzem stał się sam Budda Śakjamuni.
Chłopiec został przyjęty do lokalnego klasztoru. Nazwa klasztoru nie jest znana, jednak wiadomo, że był to klasztor w Luy Lâu – stolicy Jiaozhou, w prowincji Bắc Ninh (obecnie północny Wietnam).
W klasztorze studiował sutry buddyjskie i nauczył się także języka chińskiego. W wieku, w którym mógł być w pełni zaordynowany, przyjął 250 wskazań i stał się pełnym mnichem. Był już wtedy zaznajomiony nie tylko z doktryną buddyjską, ale również z myślą konfucjańską i taoistyczną. Stał się biegłym w takich dziedzinach jak wróżenie (chodzi o umiejętność posługiwania się księgą Yijing), astronomia i geomancja, czyli w tradycyjnych umiejętnościach nauczanych w chińskim systemie kształcenia. Ponieważ wówczas więcej ludzi znało klasykę konfucjańską niż teksty buddyjskie, nauczyciele buddyzmu posługiwali się wybranymi fragmentami tych prac.
Oprócz utraty rodziców, podczas nauki w klasztorze utracił także trzech swoich nauczycieli, którzy, jak napisał we wstępie do Anapananusmriti Sutra "jeden po drugim, także zmarli". Mimo smutku po tych stratach, był zdeterminowany w praktyce i poświęceniu życia w pomaganiu w praktyce innym. Wkrótce założył wielkie centrum praktyki buddyjskiej w Luy Lâu, prawdopodobnie był to klasztor Chmury Dharmy, w którym duża grupa mnichów wietnamskich praktykowała buddyzm pod jego kierunkiem.
Chociaż w cesarstwie Hanów było zabronione wyświęcanie obywateli na mnichów buddyjskich, to z powodu olbrzymiej odległości dzielącej Luy Lâu od stolicy w Luoyangu (prawie 3000 km), buddyści z Jiaozhou byli w stanie utrzymać klasztorną sanghę składającą się z mnichów lokalnych i indyjskich.
W tym klasztorze buddyjskie teksty były tłumaczone z sanskrytu na język chiński. W tłumaczenie zaangażowani byli także świeccy przybysze z Luoyangu, jak np. Chenhui i Piye, którzy byli świeckimi uczniami An Shigao z Luoyangu.

### Pobyt w Chinach
W 247 roku Tăng Hội udał się do Jianye (建業; obecny Nankin), stolicy państwa Wu. Wybudował chatkę i rozpoczął praktykę. W tym czasie w Jianye był tylko jeden buddysta nazwiskiem Zhi Qian, pochodzący państwa Kuszanów, o czym świadczy "Zhi" w jego nazwisku. Był dobrze wykształconym człowiekiem i znał zarówno język chiński jak i sanskryt. Ponieważ nie był mnichem, ludzie akceptowali go, traktując jak uczonego i intelektualistę.
Jednak gdy do Jianye przybył Tăng Hội (mnich i nauczyciel medytacji), natrafił na wiele podejrzeń, co do celów, jakimi się kierował przenosząc się z Jiaozhou do Jiangzuo. W końcu król państwa Wu Sun Quan (孫權) (pan. 222-252) wezwał go do siebie i zaczął wypytywać o przyczyny jego przybycia do Wu. Ponieważ Tăng Hội był wykształconym mnichem i jego praktyka była mocna, był w stanie przezwyciężyć wszelkie obawy króla.
Ponieważ w Jianye nie było mnichów, Tăng Hội sprowadził ich z Jiaozhou, w celu uzyskania odpowiedniej ich liczby w ceremoniach ordynacyjnych. Założył w Jianye ośrodek medytacji pod nazwą Pierwsza Świątynia (Jiangchu si) zwana czasem także Ośrodkiem Buddy. Złożył tam śarira Śakjamuniego. Zaczął organizować ceremonie ordynacyjne i nauczał nowych mnichów. Po raz pierwszy w historii Chin, Chińczycy mogli zostać mnichami i praktykować jak i jako buddyjscy mnisi. Dotyczyło to również Chińczyków z innych części Chin. Aby przekazać monastyczne wskazania Tăng Hội polegał na radzie złożonej z trzech nauczycieli buddyjskich i siedmiu świadków, którymi byli mnisi buddyjscy.
Powstanie tego pierwszego klasztoru spowodowało powstanie innych klasztorów i świątyń w regionie. Jak napisano w Gaoseng chuan (Biografiach słynnych mnichów) "Od czasu, gdy założono Pierwszą Świątynię, buddyzm rozwijał się w prowincji Jiangzuo". Po pewnym czasie spędzonym w Jiangchu, wypełniając swe ślubowanie przez ponad 30 lat głosił nauki Buddy i tłumaczył sutry na język chiński. Podczas tłumaczenia Jiuzapiyujing, głęboki wgląd ukazał mu prawdę o tożsamości buddów: Śakjamuniego i Amitābhy. Śakjamuni był nirmanakāyą Amitābhy, a Amitābha był sambhogakāyą Śakjamuniego. W późniejszym czasie stało się to jednym z głównych elementów nauk szkół Czystej Krainy
Jednak po śmierci króla Sun Quana, na tron wstąpił jego syn Sun Hao (孫皓) (264-280). Był on pod wpływem mandarynów, którzy uważali buddyzm za religię barbarzyńską. Wkrótce prawie wszystkie świątynie buddyjskie zostały zniszczone, chociaż Pierwsza Świątynia została oszczędzona, gdyż cieszyła się wielkim prestiżem, jednak zmieniono jej nazwę.
Król wezwał znanego ówczesnego intelektualistę Zhangyu i rozkazał mu wyzwać Tănga Hội na debatę. Debata trwała od wczesnego rana do późnej nocy i przyciągnęła wielu intelektualistów ze stolicy. Po jej skończeniu Zhangyu powiedział królowi: "Tăng Hội ma bardzo jasny umysł. Jest bardzo elokwentny i nie mam zdolności do sprzeciwienia się mu. Wasza Królewska Mość, byłoby najlepiej, gdybyś osobiście rozpatrzył tę sprawę i zdecydował, co robić". Król wezwał Tănga Hội do pałacu. Po przepytaniu go i wysłuchaniu jego nauk o Dharmie, król zmienił swoje stanowisko. Wkrótce wziął także schronienie. Nakazał także odnowić Pierwszą Świątynię i odbudować wszystkie uprzednio zniszczone.
Tăng Hội zmarł w roku 280. Być może był jednym z najznakomitszych mnichów tego czasu. Podczas gdy inni chińscy mnisi praktykowali zwykle tylko jedną z sześciu pāramit, on praktykował wszystkie.
Na podstawie jego posągu w klasztorze, Sunchuo wyrył następującą gathę:
| Szlachetne milczenie i samotność Były jego drogą. Z umysłem wolnej osoby I nieprzywiązanymi emocjami, Przyniósł lampę aby oświetlić drogę. Był zdolny przebudzić ludzi. Przezwyciężając wszystkie przeszkody dotarł daleko, Nigdy nie chwytając światowych rzeczy. |

## Prace literackie i tłumaczenia
Wszystkie teksty powstały w Jiaozhou przed rokiem 229. Wykazują one jak w II i III wieku praktykowano medytację w Wietnamie i jak te praktyki zawarte w sutrach therawady zostały natchnięte duchem mahajany.
- Kolekcja o sześciu paramitach
- Sposób urzeczywistnienia medytacji – esej, będący wyciągiem z powyższej pracy
- "Wstęp do Anapananusmriti Sutra" (Sutra o pełnej świadomości oddychania)

Niektóre z jego tłumaczeń
- Liudujijing (251 r.) – Sadparamitā-samgraha-sūtra (prawdopodobny tytuł sanskrycki)
- Aṣtasāhasrikā-prajñāpāramitā-sūtra

## Ocena
Jego dzieła napisane przez niego własnoręcznie są uważane za dokładne oddanie tego, czego nauczał w Jiaozhou i w prowincji Jiangzuo królestwa Wu. Głębokość i jasność jego zrozumienia mahajany są bardziej rozwinięte we wstępie do sutry niż w jego eseju. Ponieważ ten wstęp powstał przed jego opuszczeniem Jiaozhou można z całą pewnością stwierdzić, że tradycja medytacji na południu Chin została po raz pierwszy ustanowiona i ustalona przez tego wietnamskiego mnicha i mistrza medytacji.
Jest więc nie tylko patriarchą szkoły medytacji w Wietnamie, ale również powinien być uważany za wczesnego patriarchę szkoły medytacji w Chinach. Uczniowie medytacji w Wietnamie recytują tekst Kwiaty w ogrodzie medytacji, który powstał w XIV wieku. Według autorów tej książki, Tăng Hội założył szkołę medytacji w Wietnamie, która istniała aż do ery dynastii Trần w XIV wieku. Następnie szkoła Tănga Hội razem z innymi szkołami medytacji weszły w skład szkoły Bambusowego Lasu, która stała się wiodącą szkołą tradycji medytacji w Wietnamie.
Zasady, na których oparł swoje nauki o medytacji, były mahajanistyczne. Miały wiele wspólnego z zasadami wyłożonymi w Sutrze Awatamsaki i z psychologią buddyjską mahajany, chociaż te dwa strumienie buddyjskiej myśli zostały sformułowane dużo później.